# Санта-Ана (ветер)

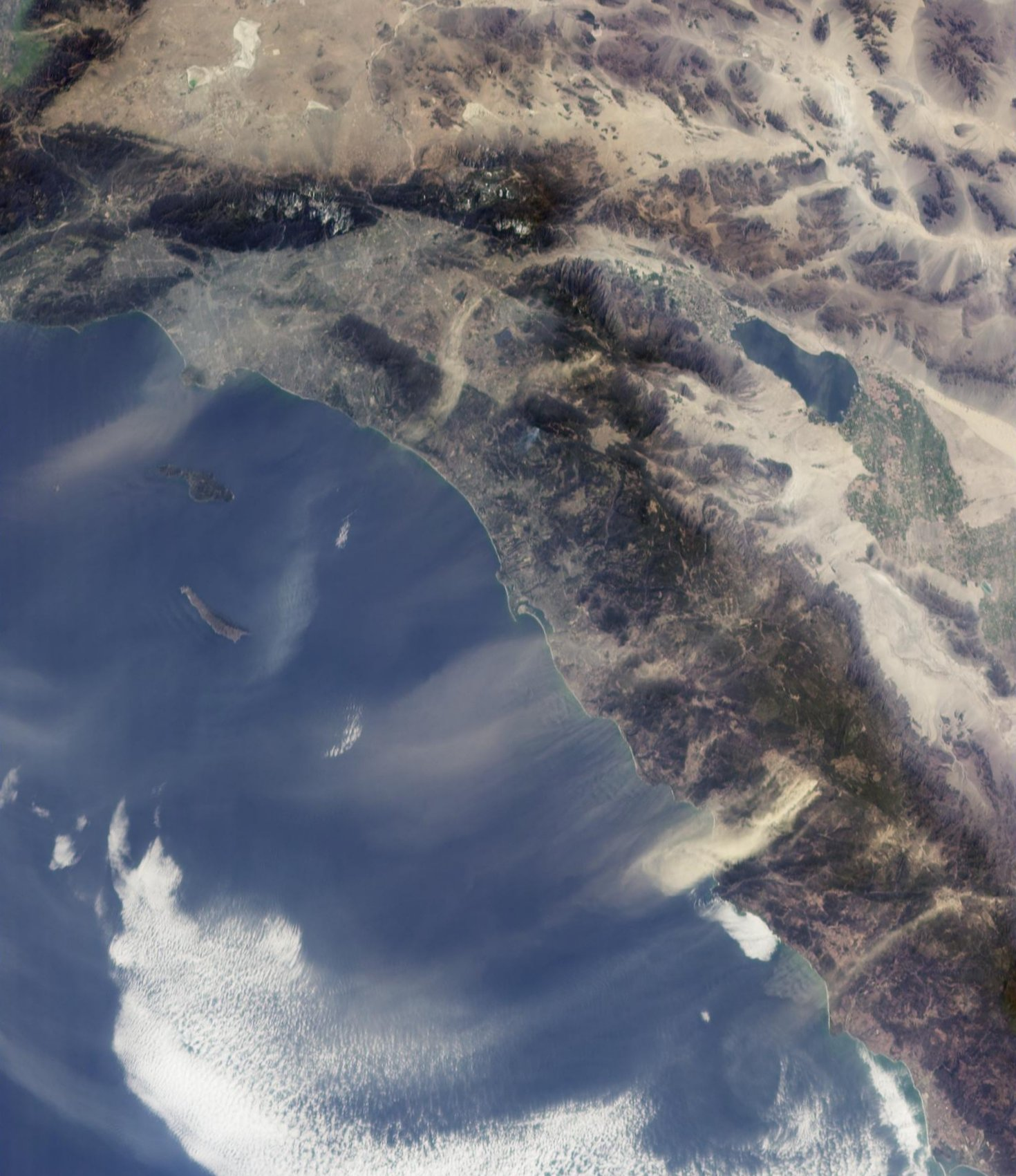
Ветер Санта Ана выносит пыль и дым от пожаров в океан. Лос-Анджелес слева вверху, Сан-Диего в центре

Санта-Ана — катабатический ветер в Южной Калифорнии. Сильные периодические ветры несут сухой воздух из района Большого Бассейна в глубине материка к побережью Южной Калифорнии и Нижней Калифорнии. Большей частью ветры дуют осенью и зимой, хотя встречаются и в другие времена года. Осенью ветры Санта-Ана вызывают на побережье кратковременные периоды очень жаркой и крайне сухой погоды, создавая условия для обширных пожаров.

## Название
Происхождение названия ветра спорно, англ. Santa Ana winds встречается в газетах с 1886 года, однако общепризнанной теории происхождения термина нет.
Наиболее популярное объяснение, появившееся не позднее конца 1880-х годов, выводит название ветра из названия каньона Санта-Ана в калифорнийском округе Ориндж. Это один из многих каньонов, где ветры достигают значительной скорости; У. Эмори описал ветер ураганной силы в этом каньоне в январе 1847 года.
Уже в 1893 году, однако, было высказано предположение, что название ветра образовалось в результате изменения слова исп. Satanás, «сатана», образовавшего исп. Santana и затем исп. Santa Ana. Один из вариантов утверждает, что слово произошло от индейского термина «дьявольский ветер», который потом перешёл в исп. Satanás, но слова, по звучанию близкого к «Сантана», в языке местных индейцев нет. В другом варианте современное название объясняется ошибкой корреспондента Ассошиэйтед Пресс, который, находясь в городе Санта-Ана и услышав «ветер-Сатана», решил, что ему сказали о ветре «Санта-Ана».